# Кайрю
Ка́йрю (лит. Kairių ežeras) — озеро ледникового происхождения на севере Литвы, находится около восточной границы Шяуляйского района с Радвилишкским районом, в юго-западной части Кайряйского староства, у южной окраины местечка Кайряй, в полутора километрах северо-восточнее аэропорта Зокню.
Площадь зеркала озера составляет 78,9 га, протяжённость береговой линии — 7,37 км, максимальная длина (север ↔ юг) — ≈ 2 км, максимальная ширина (запад ↔ восток) ≈ 1 км, урез воды — 107,6 м над уровнем моря. В центральной части озера расположен заболоченный поросший лесом остров.
С западной стороны в озеро впадает ручей Дубия, с северо-восточной — вытекает река Шиладис (правый приток Мусы).
Вблизи озера расположены следующие населённые пункты: местечко Кайряй, а также деревни Вегеляй, Прочюнай и Кайряй.